# Franz Kreisel
Franz Kreisel (Német Birodalom, Garmisch-Partenkirchen, 1890. január 6. – Nyugat-Németország, Garmisch-Partenkirchen, 1960. november 18.) Európa-bajnok, Európa-bajnoki bronzérmes, világbajnoki ezüstérmes német jégkorongozó, olimpikon, író.
Részt az 1928. évi téli olimpiai játékokon a jégkorongtornán. A német csapat a C csoportba került. Első mérkőzésükön 0–0-t játszottak az osztrák válogatottal, majd 1–0-ra kikaptak a svájci csapattól. A csoportban az utolsó, 3. helyen végeztek 1 ponttal és nem jutottak a négyes döntőbe. Összesítésben a 10. lettek.
Az 1927-es jégkorong-Európa-bajnokságon bronzérmet nyert. Az 1930-as jégkorong-világbajnokságon ezüstérmes lett és ez Európa-bajnokságnak is számított, így Európa-bajnokok is lettek.
Klubcsapata a SC Riessersee volt. 1927-ben német bajnok lett.
Visszavonulása a csapatot edzette és könyveket írt a jégkorongról és annak történetéről, kialakulásáról. 1955-ben közösen írt könyvet Martin Schröttle-lel Eishockey in Wort und Bild címmel.